# ميسيل غارسيا (مجدف)
ميسيل غارسيا (بالإسبانية: Ángel Javier García)‏ هو مجدف أوروغواياني، ولد في 26 مارس 1986 في مونتفيدو في الأوروغواي.

## وصلات خارجية
- ميسيل غارسيا على موقع الاتحاد الدولي للتجديف (الإنجليزية)
- ميسيل غارسيا على موقع أوليمبيديا (الإنجليزية)